# Langue vivante
Une langue est vivante lorsqu'elle est parlée actuellement par des locuteurs qui l'utilisent spontanément pour la communication interpersonnelle. Le terme s'oppose à celui de langue morte.
Les langues jouent un rôle essentiel dans la vie des sociétés. Au sein d’une population, elles permettent, parmi plusieurs moyens, de transmettre et donc de partager une culture. En effet, par l’intermédiaire de sa langue, l’homme exprime une façon de comprendre le monde forgée par son histoire, ses traditions et croyances, ses relations culturelles, politiques et économiques. Chaque langue reflète la mentalité de ses locuteurs.
La multiplicité des langues illustre la diversité des cultures. Les langues contribuent largement à tisser les liens sociaux. Elles constituent parfois la principale identité du groupe. Par conséquent, la langue révèle la nationalité ou l’ethnie et constitue un signe distinctif. La langue aussi souligne la différence : les Grecs se dissociaient des « barbares », c’est-à-dire de ceux qui ne parlaient pas la même langue qu’eux. L’étymologie du terme évoque le bredouillement de celui qui ne maîtrise pas la langue dominante. Elle relie également à des pans de l’histoire des populations, car le vainqueur, le conquérant, l’unificateur ou le colonisateur affirment leur pouvoir en diffusant, voire en imposant leur langue.
L'apprentissage des langues vivantes se développe spontanément au cours de l'éducation, mais peut également être plus ou moins formalisé dans le cadre de l'enseignement des langues. Les enfants acquièrent d'abord la langue parlée dans leur famille et leur entourage, qui devient leur langue maternelle. Il arrive qu'ils puissent en acquérir plusieurs quand ils grandissent dans un environnement multilingue. Dans de nombreuses cultures, les enfants comme les adultes apprennent ensuite et font usage d'autres langues vivantes que leur(s) langue(s) maternelle(s) : les langues secondes, à des fins d'échange (commerciaux ou autres) avec d'autres cultures.
La revue Ethnologue, Languages of the World a une définition estimée parfois relativement large de la notion de langue. Elle distingue environ 7 000 langues vivantes. Cependant le nombre de locuteurs est extraordinairement variable, allant de moins de 1 000 pour les langues les plus en péril à plus de un milliard pour l'anglais et le chinois. 75 langues rassemblent 75 % des locuteurs natifs et 30 langues rassemblent environ deux tiers des locuteurs natifs et langue seconde, une fois soustraits les doublons (ceux qui parlent plusieurs de ces langues)

## Langues vivantes les plus parlées selon le nombre de locuteurs natifs
Selon la revue Ethnologue, 2018, les 7 principales langues vivantes les plus parlées dans le monde sont :
- Le chinois (mandarin) avec 918 millions de locuteurs natifs ;
- L'espagnol, avec environ 570 millions de locuteurs natifs ;
- L'anglais, avec environ 470 millions de locuteurs natifs ;
- L'arabe, avec 378 millions de locuteurs natifs ;
- L'hindi avec 341 millions de locuteurs natifs ;
- Le bengali avec environ 228 millions de locuteurs natifs ;
- Le portugais, avec environ 221 millions de locuteurs natifs.

## Principales langues vivantes véhiculaires
Si l'on s'intéresse aux 8 premières langues véhiculaires, le classement, qui est beaucoup plus incertain que le précédent, est notablement différent.
- L'anglais avec environ 753 millions de locuteurs langue seconde ;
- L'hindi avec 274 millions ;
- Le français avec 202 millions ;
- L'arabe avec 201 millions ;
- Le mandarin avec 198 millions ;
- L'indonésien avec 155 millions ;
- Le russe avec 104 millions ;
- Le swahili avec 82 millions.

Si l'on additionne les locuteurs natifs et les locuteurs langue seconde, en enlevant les doublons, la part des 14 langues dépassant 100 millions de locuteurs peut être estimée à au moins deux tiers de la population mondiale. Ces langues offrent le plus d'opportunités économiques, voient leurs locuteurs langue seconde augmenter le plus vite. Elles sont les plus dynamiques. Ces 14 langues prises ensemble rassemblent plus de 80 % des locuteurs langue seconde.

## Dynamisme des langues vivantes
Plusieurs facteurs y contribuent.

### Dynamisme politique et militaire
Depuis des siècles, la diffusion d’une langue sur des territoires, au détriment des langues qui y étaient parlées jusqu’alors, traduit des rivalités de pouvoirs. Il en a été ainsi dans la construction des États-nations et dans la propagation de leur langue nationale au détriment de ce que l’on appelle aujourd’hui des « langues régionales » et qui sont les parlers d’anciens ensembles géopolitiques. Dans ce sens, les langues reflètent la puissance des États qui les utilisent. Aujourd'hui le chinois mandarin, l'indonésien sont promus à l'intérieur du pays d'origine.
La langue est conçue aussi comme un outil d'unification politique internationale. Historiquement, les grands empires ont en général imposé leurs langues : chinois, arabe, espagnol, portugais, anglais, français, russe, etc.
La domination mondiale exercée depuis le dix neuvième siècle tout à tour par la Grande-Bretagne et les États-Unis fonde la diffusion et l’affirmation planétaires de la langue anglaise. Le passé colonial de la Grande-Bretagne fait de l’anglais la langue du pouvoir et sert de langue commune fédératrice, comme en Union indienne, par exemple.
Le statut juridique des langues parlées sur le territoire est important. Le statut de langue nationale officielle d'un État est protecteur, mais il concerne seulement environ 140 langues dans le monde. Les six langues officielles et de travail de l'ONU sont langues officielles, souvent associées à d'autres, dans plus d'une centaine d'États (48 pour l'anglais, 28 pour le français, plus de 20 pour l'arabe, 20 pour l'espagnol etc. Il peut y avoir plusieurs langues nationales et officielles dans certains pays comme en Afrique du Sud, Suisse, Belgique, Canada, etc. C'est le cas aussi en Inde où de plus un certain nombre de langues régionales dépassent 50 millions de locuteurs.
Dans certains cas, la pluralité linguistique dans un pays peut donner lieu à des clivages ethniques et politiques importants débouchant parfois sur des conflits ouverts, des indépendances de nouveaux États (éclatements de l'Autriche Hongrie et de l'empire Ottoman après 1918, de l'URSS en 1991, de la Tchécoslovaquie en 1992...), des épurations ethniques et déplacements de population (après 1918 et 1945 en Europe centrale et orientale), pouvant aller jusqu'à des violences inter-ethniques (Kenya) et des massacres de populations voire génocides (Arméniens en 1915 en Turquie).
Des clivages historiques et politico-religieux peuvent (re)-créer des clivages linguistiques. En ex-Yougoslavie, une réunification linguistique est suivie d'une dissociation. Dans le cadre du mouvement en faveur de l’indépendance et du regroupement des Slaves du sud, en 1850, des intellectuels serbes et croates s’entendirent pour définir la langue commune serbo-croate. Depuis les guerres qui marquèrent l’éclatement de la fédération en 1991-1995, le serbo-croate est banni, au profit du serbe, du croate, du bosnien et du monténégrin appelé parfois BCMS. Or, il s’agit, à quelques variantes près, de la même langue.

### Dynamisme culturel ousoft power
Il peut être aussi un facteur important pour concourir au statut de langue de communication internationale.
Ainsi le prestige de langues anciennes comme le grec et le latin s'est maintenu pendant 20 siècles ou plus. Le français a acquis du prestige notamment en tant que langue diplomatique, juridique, littéraire, des arts et, à partir de 1792, langue de la République et des Droits de l'Homme et du citoyen, qui a prêté ses accents à la liberté et à l’égalité. La créativité et l'hégémonie scientifique, culturelle et médiatique des États-Unis amplifient le succès de la langue anglaise.
Tout État prétendant à un rayonnement international entretient un réseau culturel de promotion de sa langue : British Council, Bureau des programmes d’enseignement de la langue anglaise (programmes gérés par les ambassades des États-Unis), Instituts Cervantès et Camoens, Alliance Française, Goethe Institut, Societá Dante Alighieri, Institut Confucius, notamment.

### Dynamisme démographique
Le démographe Jean-Claude Chesnais observe que, compte tenu des périodes plus ou moins précoces de début de la transition démographique, de sa durée et de sa hauteur (taux de croissance annuel moyen de la population) le dynamisme démographique a été élevé en Europe et surtout en Amériques au dix-neuvième siècle et au début du vingtième, entraînant une croissance accélérée notamment de l'anglais, de l'espagnol et du portugais.
Le dynamisme depuis 1950 est élevé dans les pays en développement; il joue particulièrement en faveur de leurs langues officielles ou les plus parlées.
Il a notamment favorisé les grandes langues d'Asie après 1950. La principale langue chinoise Mandarin (langue), sous sa forme écrite, demeure un important outil de l’intégration nationale, à l’œuvre depuis trois mille ans. Elle seule permet l’intercompréhension, alors que les dialectes oraux sont très différents les uns des autres. Certains reculent au profit de la langue administrative nationale. 190 Langues en Inde sont recensées (dont 18 majeures et une dizaine parlée chacune par plus de 50 millions de locuteurs). Le Hindi est de loin la plus importante. Le découpage des États de l'Inde épouse souvent celui des aires linguistiques.
La diffusion en Asie occidentale et Afrique du Nord de la langue Arabe résulte de l’expansion de l’islam, même si l’aire de diffusion de cette religion est beaucoup plus étendue que celle de la langue. La croissance démographique de l'Afrique du Nord et de l'Asie occidentale est rapide de 1950 à 1990 puis est fortement ralentie comme en Asie de l'Est et du Sud ainsi qu'en Amérique latine avec le développement de l'instruction, notamment celle des filles, et de l'urbanisation.
Depuis 1980 le dynamisme démographique, du fait d'une très fort baisse du taux de mortalité et du maintien d'un taux de natalité plus élevé qu'ailleurs, est le plus important en Afrique subsaharienne et donc pour les Langues d'Afrique. La diversité linguistique y est très grande, sans équivalent à l'échelle d'un continent et de mêmes ethnies sont réparties entre divers pays du fait que les frontières contemporaines furent tracées souvent arbitrairement par les colonisateurs. Après l’indépendance, la langue de ces derniers fut le plus souvent conservée comme langue officielle unificatrice, souvent au côté d'autres langues. La plupart des Africains sont, en fait, multilingues : ils connaissent la langue du principal groupe ethnique du pays (qu’ils en fassent partie ou non), la langue d’usage de la région et leur(s) langue(s) maternelle(s). Les langues européennes officielles (anglais, français, portugais) en Afrique ainsi que l'arabe continueront à jouer très probablement un rôle de langue véhiculaire au côté de langues macro-régionales africaines qui s'affirment.
Le coefficient multiplicateur du nombre des locuteurs d'une langue entre 1900 et aujourd'hui peut être très variable ; par exemple d'à peine 1,5 pour l'allemand à plus de 10 pour le portugais et l'arabe.

### Dynamisme économique
Le sociolinguiste Louis-Jean Calvet a étudié les rapports entre « Mondialisation, langues et politiques linguistiques » df L'internationalisation économique généralise un modèle gravitationnel hiérarchisé qui favorise certaines langues au niveau international comme l'anglais ou le chinois. À côté de l'anglais, langue « hyper-centrale », se parlent des langues super-centrales influentes au niveau de sous-continents, des langues centrales nationales pour des États, puis des langues macro-régionales, régionales et locales. Les frontières entre ces catégories ne sont pas figées. L'anglais, première langue commerciale et médiatique, actuellement au centre de cette galaxie, est privilégié comme langue seconde dans l'enseignement des langues et attire chaque année de nombreux nouveaux locuteurs .
À l'inverse, une langue peut se trouver délaissée car elle a perdu son utilité : elle n’assume plus sa fonction de communication et de transmission. Ses locuteurs la perçoivent alors comme un handicap social et/ou économique. Ce dernier motif explique la plupart des disparitions contemporaines. Cela se comprend dans le contexte actuel d’élargissement des horizons et d’intensification des échanges : les langues inadaptées à l’intégration nationale et/ou à la mondialisation périclitent et la moitié des idiomes actuels pourraient disparaître d’ici 2100.

### Dynamique de la facilité linguistique
La facilité d'une langue dépend principalement de trois facteurs : la simplicité ou que le nombre d'éléments à apprendre soit le plus petit possible ; la régularité ou que les règles qui en régissent les combinaisons soient sans exceptions ; la clarté , ou que le jeu normal de ces règles n'entraîne ni équivoque, ni imprécision. Cette facilité peut influer dans un contexte de démocratisation sociale. Pierre Bourdieu analyse la relation entre langage et pouvoir symbolique https Le bien parler, notamment dans une langue relativement difficile, permet d'exercer une domination culturelle et politique sur les ressortissants d'autres aires linguistiques, et particulièrement sur les classes populaires longtemps historiquement analphabètes et le plus souvent privées d'une éducation de qualité. Dans certaines langues très parlées une longue tradition a encombré les grammaires et les vocabulaires d'une foule de complications injustifiables pour une communication internationale de qualité accessible à tous.
Claude Piron explique dans Le défi des langues, https que la construction ou la reconstruction de certaines langues facilite la communication nationale et internationale : les réformes modernes de l'indonésien, du chinois mandarin, du swahili , l'espéranto sont des exemples de langues plus faciles qui sont en croissance rapide. Or une tendance linguistique historique est d'aller vers une plus grande facilité. On l'observe pour les conjugaisons et les déclinaisons dans les langues de communication internationales dominantes successives grec, latin, français, anglais, mais pas pour d'autres compartiments d'étude de la langue, comme la phonétique ou les tournures idiomatiques. Du point de vue de la facilité et de l'équité linguistique, l'espéranto, construit pour la communication internationale, aurait de l'avenir.

### Évolution du taux de véhicularité
Le taux de véhicularité est le pourcentage des locuteurs langue seconde / locuteurs langue maternelle. Ce taux très différent selon les langues et son évolution sont des indicateurs du dynamisme des langues.
Il traduit une extension principalement macro-régionale ou à l'intérieur d'un sous-continent de certaines langues : swahili 5,1; indonésien 3,6 ; hindi 0,8 ; chinois (mandarin) 0,2 ; bengali 0,16. Il rend compte aussi de l'extension pluricontinentale d'autres grandes langues : français 2,6 ; anglais 2; russe 0,66; arabe 0,62 ; espagnol 0,16 ; portugais 0,1. (Chiffres selon Ethnologue 2018).
À noter que l’espéranto a un taux très largement supérieur à 1 000, car il y a peu d'espérantophones natifs et qu’il s’agit d’une langue véhiculaire connaissant un fort développement depuis le début des années 2000.

## Quel sera l'avenir des langues vivantes dans les prochaines décennies?
Louis Jean Calvet estime que les langues les plus parlées, notamment l'anglais, le chinois ainsi que le français continueront à progresser relativement rapidement, les langues les moins parlées généralement à régresser, voire à disparaître.
Le multilinguisme, phénomène courant, est souvent un vecteur de particularismes et/ou un générateur de tensions. L’usage des diverses langues parlées dans un pays reflète les liens familiaux, souvent des inégalités économiques et socio-politiques, sur lesquelles peuvent se focaliser des débats politiques concernant notamment, les institutions, les politiques économique, sociale, d'’aménagement du territoire ou encore la politique étrangère.
Dans un rapport de forces défavorable, une langue peut disparaître. Cela accompagne souvent la disparition de la société qui la parlait, comme dans le cas de l’Égypte des pharaons, des États mésopotamiens, de l’Empire hittite ou du royaume étrusque. Cela peut résulter de l’élimination ou de la déculturation de communautés indigènes soumises à la colonisation, Indiens d’Amérique, peuplades de Sibérie, Aborigènes d’Australie, en particulier. La résistance d’un peuple, ou d’une communauté, passe d’ailleurs souvent par la préservation, voire la promotion de sa langue face à celle du dominateur, ce qu’illustre l’histoire de tous les empires multinationaux au XIXe siècle, ou des francophones du Québec, par exemple. Dans de nombreux cas, la langue constitua le ciment de la conscience nationale ou communautaire.
Le paradigme de l'hégémonie ou de l'impérialisme linguistique, décrit par la linguiste finlandaise Tove Skutnabb-Kangas peut aboutir à un étouffement progressif au bout de plusieurs décennies de la plupart des autres langues que l'anglais, en commençant notamment par les fonctions linguistiques supérieures les plus nobles : recherche scientifique, création artistique et médiatique, enseignement supérieur, finance, défense, justice commerciale etc.. Robert Phillipson a étudié ce processus pour la Scandinavie. Cette linguiste, experte reconnue par l'ONU et l'UNESCO, a popularisé les termes de linguicide et linguicisme sur le modèle de génocide.
Pour elle le paradigme d'une écologie linguistique, d'une préservation de l'ensemble des langues, ainsi que d'une plus grande équité, condition d'une solidarité écologique, vitale au vingt et unième siècle doit être affirmée. L'éducation aux langues joue un rôle majeur. La préservation des langues minoritaires est un objectif défendu par l'UNESCO.
Les évolutions technologiques peuvent aussi encourager la diversité linguistique. Internet, qui était seulement en anglais au départ, s'écrit maintenant dans plusieurs centaines de langues.
La politique linguistique arbitrera entre ces deux paradigmes.
Le paradigme de l'écologie linguistique renouvelle aussi l'intérêt pour une langue internationale auxiliaire neutre, qui de par sa facilité permettrait une formation plurilingue de chacun, améliorerait l'efficacité au travail qui pourrait s'opérer plus souvent dans sa langue et faciliterait la communication internationale.
L'économiste des langues, François Grin a chiffré dans le cadre de l'Union Européenne le coût de l'apprentissage du tout-à-l'anglais, pour l'année 2005 à 17 milliards d'euros pour les 23 pays de l'UE à l'époque. Du fait de l'inflation et de l'élargissement de l'UE, ce montant serait d'au moins 25 milliards d'euros par an aujourd'hui. Compte tenu de la grande facilité de sa phonétique, de sa grammaire et de son vocabulaire, l'étude de l'espéranto se fait au moins dix fois plus vite et donc avec un coût dix fois plus faible. De plus, il facilite l'accès au plurilinguisme. Cette solution équitable, efficace et favorable au multilinguisme, se heurte principalement à une méconnaissance des médias et du public.